# Чарне-Мале (Західнопоморське воєводство)
Чарне-Мале (пол. Czarne Małe, нім. Klein Schwarzsee) — село в Польщі, у гміні Чаплінек Дравського повіту Західнопоморського воєводства.
Населення — 163 особи (2011).
У 1975-1998 роках село належало до Кошалінського воєводства.

## Демографія
Демографічна структура станом на 31 березня 2011 року:
|          | Загалом | Допрацездатний вік | Працездатний вік | Постпрацездатний вік |
| -------- | ------- | ------------------ | ---------------- | -------------------- |
| Чоловіки | 80      | 14                 | 58               | 8                    |
| Жінки    | 83      | 24                 | 41               | 18                   |
| Разом    | 163     | 38                 | 99               | 26                   |